# Diogo Narciso
Diogo Henrique da Cunha Narciso (Gondomar, 19 novembre 2001) è un pistard e ciclista su strada portoghese che corre per il team Credibom-LA Alumínios-Marcos Car.

## Palmarès

### Pista
- 2022

Troféu José Bento Pessoa, Americana (con João Matias)
Troféu Alves Barbosa, Americana (con João Matias)
- 2023

Troféu SunLive, Americana (con Iúri Leitão)

## Piazzamenti

### Competizioni mondiali
- Campionati del mondo su pista

Francoforte sull'Oder 2019 - Scratch Junior: 5º

### Competizioni europee
- Campionati europei su pista

Gand 2019 - Corsa a punti Junior: 12º
Gand 2019 - Americana Junior: 11º
Apeldoorn 2021 - Corsa a eliminazione Under-23: 20º
Apeldoorn 2021 - Corsa a punti Under-23: 2º
Apeldoorn 2021 - Americana Under-23: 11º
Anadia 2022 - Corsa a punti Under-23: 2º
Anadia 2022 - Americana Under-23: 8º
Monaco di Baviera 2022 - Corsa a punti: 6º
Monaco di Baviera 2022 - Americana: 4º
Grenchen 2023 - Corsa a punti: 6º
Anadia 2023 - Scratch Under-23: 2º
Anadia 2023 - Corsa a punti Under-23: 8º
Anadia 2023 - Americana Under-23: 5º
- Campionati europei su strada

Alkmaar 2019 - Cronometro Junior: 49º
Alkmaar 2019 - In linea Junior: 71º